# Асахина, Сара
Сара Асахина (яп. 朝比奈沙羅; род. 22 октября 1996) — японская дзюдоистка, четырёхкратная чемпионка мира. 

## Биография
Чемпион Мира среди юниоров, в Киеве в 2011 году, затем она заняла третье место в 2012 году на Большом Шлеме в Токио. Пятый в том же турнире в 2013 году, она вернулась на подиум в 2014 году, выиграв серебряную медаль. Она выиграла Гран-при Чеджу в 2015 году.
В декабре 2016 года, она выиграла Большой шлем в Токио, прежде чем начать в следующем году с побед на турнире в Париже и в Большом шлеме в Екатеринбурге. 
На чемпионате мира в Будапеште она побеждает всех своих соперниц до финала, но проигрывает в решающем поединке и завоевывает серебряную медаль. Также являясь частью команды Японии, выигрывает смешанные командные соревнования.
На чемпионате мира 2018 года в Баку, в финале в весовой категории свыше 78 кг, одержала победу во всех своих поединках и завоевала золотую медаль чемпионата. Кроме того, в смешанных командных соревнованиях в составе команды Японии, завоевала также золотую медаль.
На предолимпийском чемпионате мира 2019 года, который проходил в Токио завоевала бронзовую медаль, победив в поединке за третье место бразильскую спортсменку Марию Сюлен Альтман.
На чемпионате мира 2021 года, который проходил в Венгрии в Будапеште, в июне, Сара завоевала золотую медаль в весовой категории свыше 78 кг, стала четырёхкратной чемпионкой мира, победив в финале свою соотечественницу Вакабу Томиту.